# Zehnkampf-Länderkampf der Männer 1969 Schweiz – BR Deutschland – Frankreich
| 17. Leichtathletik-Länderkampf mit bundesdeutscher Beteiligung 1969  | 17. Leichtathletik-Länderkampf mit bundesdeutscher Beteiligung 1969 |
| -------------------------------------------------------------------- | ------------------------------------------------------------------- |
|                                                                      |                                                                     |
| Zehnkampf-Verleich der Männer: Schweiz – BR Deutschland – Frankreich |                                                                     |
| Austragungsort                                                       | Bern                                                                |
| Wettbewerbe                                                          | 1                                                                   |
| Datum                                                                | 4./5. Oktober                                                       |
| 1. FRG 2. SUI 3. FRA                                                 | 58 Punkte 38 Punkte 25 Punkte                                       |
| Chronik                                                              |                                                                     |
| ← FRG-GBR (F)                                                        | erster LK 1970:00 FRG-FRA-SUI Geher (M) →                           |

Der siebzehnte und letzte Vergleich des Länderkampfjahres 1969 bestand wie 1968 in einem Zehnkampf-Vergleich mit der Schweiz und Frankreich. Die Geher der drei Nationen hatten sich in dieser Saison am 29. Juni in La Chaux-de-Fonds getroffen und mit der Schweiz hatte es am 18. Mai in Burgdorf bei Hannover eine Begegnung der Straßenläufer gegeben, bei der außerdem die Niederländer dabei waren. Im Zehnkampf trugen die Schweiz, Frankreich und die Bundesrepublik Deutschland nun ihren bereits sechsten Länderkampf aus. Jeden dieser Wettkämpfe hatten die bundesdeutschen Zehnkämpfer für sich entschieden.

## Wettbewerb und Modus
Jede Nation bestand aus sechs Zehnkämpfern, von denen die fünf Besten mit folgender Punkteverteilung gewertet wurden:

1. Platz: 16 P / 2. Pl.: 14 P / 3. Pl.: 13 P / 4. Pl.: 12 P / …

## Ergebnis
Die Einzelwertung ging diesmal an einen Schweizer Athleten. Doch in der Gesamtwertung waren die bundesdeutschen Sportler auch in diesem Jahr deutlich vorn. Mit ihren Platzierungen auf den Rängen zwei bis fünf sowie acht sammelten sie genügend Punkte, um auch diesen Länderkampf für sich zu entscheiden. Die Schweiz belegte mit zwanzig Punkten Rückstand Platz zwei. Weitere dreizehn Punkten dahinter kam Frankreich auf den dritten Platz.

## Besondere sportliche Leistung
Eine besondere Leistung gelang dem Schweizer Einzelsieger Edy Hubacher, als er mit 19,11 m im Kugelstoßen eine in einem Zehnkampf nie erreichte Weite in dieser Disziplin erzielte.

## Legende
Kurze Übersicht zur Bedeutung der Symbolik – so üblicherweise auch in sonstigen Veröffentlichungen verwendet:
| DNF | nicht im Ziel (did not finish) |
| NMW | keine Weite (No Mark)          |
| NMH | keine Höhe (No Mark)           |

## Resultat
| Platz | Name                 | Nation | Punkte | 100 m  | Weit- sprung | Kugel- stoßen | Hoch- sprung | 400 m  | 110 m Hürden | Diskus- wurf | Stabhoch- sprung | Speer- wurf | 1500 m     |
| ----- | -------------------- | ------ | ------ | ------ | ------------ | ------------- | ------------ | ------ | ------------ | ------------ | ---------------- | ----------- | ---------- |
| 01    | Edy Hubacher         | SUI    | 7405   | 10,8 s | 7,12 m       | 19,17 m       | 1,68 m       | 50,3 s | 15,0 s       | 50,34 m      | 3,00 m           | 53,23 m     | 5:02,1 min |
| 02    | Heinz-Ulrich Schulze | FRG    | 7370   | 11,0 s | 6,71 m       | 13,88 m       | 1,80 m       | 50,0 s | 15,2 s       | 40,28 m      | 3,90 m           | 65,67 m     | 4:48,2 min |
| 03    | Günther Grube        | FRG    | 7300   | 11,2 s | 6,86 m       | 14,05 m       | 1,72 m       | 51,5 s | 15,7 s       | 45,60 m      | 4,10 m           | 69,13 m     | 5:00,5 min |
| 04    | Bernd Knut           | FRG    | 7357   | 11,3 s | 6,80 m       | 14,05 m       | 1,84 m       | 53,9 s | 15,3 s       | 43,58 m      | 3,60 m           | 59,88 m     | 4:30,7 min |
| 05    | Helmut Grolman       | FRG    | 6989   | 11,1 s | 7,32 m       | 12,75 m       | 1,88 m       | 50,3 s | 15,6 s       | 38,93 m      | 3,70 m           | 55,28 m     | 4:50,7 min |
| 06    | Kurt Altherr         | SUI    | 7077   | 11,5 s | 6,96 m       | 13,82 m       | 1,72 m       | 53,6 s | 16,6 s       | 38,93 m      | 3,70 m           | 55,28 m     | 4:50,7 min |
| 07    | Charlemagne Anyamah  | FRA    | 7058   | 11,2 s | 6,63 m       | 13,36 m       | 1,76 m       | 50,4 s | 15,3 s       | 38,42 m      | 3,90 m           | 57,00 m     | 4:53,3 min |
| 08    | Jürgen Poelke        | FRG    | 6734   | 11,6 s | 5,79 m       | 12,59 m       | 1,76 m       | 53,7 s | 16,2 s       | 37,77 m      | 4,20 m           | 60,74 m     | 4:44,2 min |
| 09    | Urs Trautmann        | SUI    | 6698   | 11,5 s | 6,48 m       | 14,00 m       | 1,84 m       | 50,9 s | 15,3 s       | 42,37 m      | 3,20 m           | 53,22 m     | 5:20,0 min |
| 10    | André Equy           | FRA    | 6683   | 11,2 s | 6,78 m       | 12,10 m       | 1,72 m       | 51,0 s | 15,3 s       | 39,88 m      | 3,80 m           | 49,45 m     | 5:25,6 min |
| 11    | Jean Paul Jeanneret  | FRA    | 6603   | 11,6 s | 6,67 m       | 12,69 m       | 2,00 m       | 53,0 s | 15,7 s       | 42,33 m      | 3,60 m           | 44,47 m     | 5:53,6 min |
| 12    | Hansruedi Born       | SUI    | 6574   | 11,3 s | 6,28 m       | 12,23 m       | 1,72 m       | 52,5 s | 16,3 s       | 36,86 m      | 3,80 m           | 56,82 m     | 4:55,0 min |
| 13    | Gundolf Hunner       | FRG    | 6433   | 11,3 s | 6,55 m       | 14,24 m       | 1,80 m       | 52,1 s | 16,0 s       | 34,79 m      | 3,00 m           | 50,86 m     | 5:33,6 min |
| 14    | Michel Lerouge       | FRA    | 6419   | 11,0 s | 6,54 m       | 12,36 m       | 1,72 m       | 50,7 s | 16,4 s       | 34,94 m      | 3,20 m           | 42,34 m     | 4:45,2 min |
| 15    | Pierre Drean         | FRA    | 6371   | 11,5 s | 6,48 m       | 13,21 m       | 1,80 m       | 54,2 s | 15,3 s       | 37,98 m      | 3,40 m           | 45,32 m     | 5:39,3 min |
| 16    | Rolf Ehrbar          | SUI    | 5783   | 11,5 s | 6,66 m       | 13,04 m       | 1,68 m       | 52,5 s | 16,8 s       | 37,34 m      | NMH              | 60,74 m     | 5:33,9 min |
| 17    | Hansruedi Kunz       | SUI    | 4880   | 11,2 s | 6,80 m       | 14,32 m       | 1,84 m       | 49,9 s | DNF          | 33,31 m      | NMH              | 43,32 m     | DNF        |
| 18    | Jean-Pierre Duclos   | FRA    | 3524   | 11,5 s | 6,71 m       | 11,20 m       | 1,52 m       | DNF    | DNF          | 33,84 m      | NMH              | 44,73 m     | DNF        |